# اندری اندریچوک
اندری اندریچوک (اوکراینی: Андрій Васильович Андрейчук؛ زادهٔ ۱۷ فوریهٔ ۲۰۰۳) بازیکن فوتبال اهل اوکراین است.